# Jean-Marc Rollez
Jean-Marc Rollez, né le 7 juillet 1931 à Croix et mort le 6 août 2020 à Doué-en-Anjou, est un contrebassiste français.

## Biographie
Jean-Marc Rollez naît le 7 juillet 1931 à Croix.
Il étudie le piano puis la contrebasse, obtenant à cet instrument un premier prix au Conservatoire de Roubaix. Admis au Conservatoire national supérieur de Paris, il y obtient également un premier prix au bout de deux ans.
Comme musicien d'orchestre, il est titulaire successivement des orchestres de Monte-Carlo et de l'ORTF, puis, en qualité de contrebasse solo, de l'Orchestre Lamoureux, de l'Orchestre Pasdeloup (entre 1957 et 1991), du Théâtre national de l'Opéra-Comique et de l'Opéra de Paris.
En parallèle, Rollez donne des concerts en soliste avec différents orchestres à Paris, en France et à l'étranger. Pour le chef d'orchestre et musicographe Alain Pâris, « la beauté des sonorités qu'il tire de la contrebasse, sa dextérité et sa musicalité lui apportent bientôt une célébrité internationale ».
Comme pédagogue, Jean-Marc Rollez enseigne à l'Institut des hautes études musicales de Montreux avant de devenir professeur au Conservatoire de Paris entre 1978 et 1996, formant toute une génération de contrebassistes français.
Il meurt le 6 août 2020 à Doué-la-Fontaine.

## Discographie
- Giovanni Bottesini : Duo concertant - Tarentelle - Concerto Jean-Marc Rollez : Contrebasse - Gérard Jarry : Violon - Orchestre de chambre de Radio France dirigé par André Girard. (Collection Arion - ARN38277 - Année 1975 - Lp)
- Giovani Bottesini : Pièces pour contrebasse & piano (Arion)
- Jean-Marc Rollez et Chantal De Buchy : Giovanni Bottesini Lp - Arion ARN 38538 - Année 1980 - Lp
- Concertos pour contrebasse & orchestre : Bogatiev, Bottesini (n°1), Serge Koussevitzky avec l'Orchestre philharmonique de Monte-Carlo, direction Claude Bardon (REM)
- Jean-Marc Rollez et Angéline Pondepeyre : Encore ! Bis ! Cd - Label Maguelone - Année 2000

## Méthode
- Le contrebassiste virtuose, volume I - II - III, 1997, Éditions Billaudot (BNF 39621238).